# Магазинът зад ъгъла
„Магазинът зад ъгъла“ (на английски: The Shop Around the Corner) е американски драматичен филм, излязъл по екраните през 1940 г., режисиран от Ернст Любич, с участието на Джеймс Стюарт, Маргарет Сълаван и Франк Морган в главните роли.

## Сюжет
Внимание:  Текстът по-долу разкрива сюжета на произведението (или части от него)!
Продавачът в неголемия магазин за подаръци в Будапеща „Матушек и ко“ Алфред Кралик постоянно се кара с продавачката в същия магазин, хубавото момиче Клара Новак, с която не може да намери общ език. И двамата са млади и самотни, и двамата се опитват да намерят щастието си чрез обяви за запознанство във вестници. И той, и тя започват кореспонденция с неизвестен партньор. Всеки от тях е очарован и всеки се надява на романтична среща в коледната вечер, която трябва да реши съдбата им.
Когато Алфред идва на уговорена среща, се оказва, че момичето с което си кореспондира и в което е влюбен задочно, е не друг а упоритата му колежка Клара Новак. Преодолявайки колебанията си, той решава да се приближи до нея, но момичето, виждайки своя колега, разговаря с него снизходително, без да осъзнава, че той е самият адресат, когото тя идеализира в мечтите си и когото очаква.
Кралик е в добри отношения със собственика на магазина, радва се на разположението му. В резултат на недоразумение, той неочаквано е уволнен от собственика, несправедливо подозиран, че има тайна връзка със съпругата на собственика.
Въпреки това всички недоразумения се разрешават и всичко завършва с естествен щастлив край.

## В ролите
| Актьор           | Роля                                |
| ---------------- | ----------------------------------- |
| Джеймс Стюарт    | Алфред Кралик, продавач             |
| Маргарет Сълаван | Клара Новак, продавачка             |
| Франк Морган     | Хюго Матушек, собственик на магазин |
| Феликс Бресар    | Пирович, продавач                   |
| Йозеф Шилдкраут  | Ференц Вадас, продавач              |
| Уилям Трейси     | Пепи Катона                         |
| Сара Хадън       | Флора Качек, продавачка             |
| Инез Кортни      | Илона Новотни, продавачка           |
| Чарлз Халтън     | детектив                            |
| Чарлз Смит       | Руди                                |